# Marcus-Curtius-Loch
Das Marcus-Curtius-Loch war ein kreisrundes Loch mitten auf dem Lugeck in Wien.
Es war scherzhalber nach dem römischen Soldaten Marcus Curtius benannt, der nach einer von Titus Livius überlieferten Sage sich und sein Pferd durch einen Sprung in einen Erdspalt opferte, um die Götter zu versöhnen und damit ein Beispiel für Tapferkeit und Aufopferungswillen gab (mythologische Herkunft des Lacus Curtius in Rom). Die Namensgebung wird auf Studenten der nahegelegenen Universität zurückgeführt.
Der Name tauchte bereits auf dem Stadtplan von Augustin Hirschvogel aus dem Jahr 1547 auf. Es verschwand erst durch die Neupflasterung des Platzes 1788.
Es wird angenommen, dass das Loch der Rest eines Brunnens war, der bereits Ende des 14. Jahrhunderts erwähnt wurde und zumindest bis 1516 bestand. Der Brunnen ist wohl mit dem Fleischmarkt in Verbindung zu bringen, der sich bis Anfang des 16. Jahrhunderts dort befand (und dann zum heute noch so benannten Fleischmarkt verlegt wurde). Mit der Aufhebung des Marktes verschwand auch der Brunnen, der Schacht wurde aber wohl nur unzulänglich zugeschüttet und der Rand durch eine Steinfassung markiert.
Da das Loch noch mehrere Jahrhunderte bestehen blieb, rankten sich schnell allerlei Legenden darum. Die populärste Deutung spricht von einer Form zum Glockenguss (sogar die alte Pummerin wird manchmal damit in Verbindung gebracht). Auch als Rest einer Richtstätte oder einer römischen Kultstätte wurde das Loch interpretiert. Es gab sogar die Vermutung, es sei insgesamt ein Studentenscherz gewesen.
Ungefähr an dieser Stelle befindet sich seit 1900 das Denkmal von Johannes Gutenberg.